# 囧探佳人
囧探佳人是一部中国内地惊悚动作悬疑电影，又名囧探槑女。2010年3月31日在山西开始拍摄，于4月13日举行开机仪式，于5月杀青。经过主创阵容到各地的一番宣传，2011年4月7日本片在全国各大院线正式上映。

## 简介
2010年3月开始在山西拍摄，是一部古装喜剧电影，导演侯亮执导。

## 主创名单
- 类 型： 惊悚动作悬疑
- 出品人：卞浩研、李东山、王云飞
- 监制：薛晓东
- 制片人： 郭东、李海斌
- 导 演： 侯亮
- 编 剧：周浩辉、胡蓉、侯亮
- 摄影：孙燕青
- 美术：贾作良
- 武术指导：刘崇峰
- 剪辑：杜媛

## 演员表
- 郭涛 饰演 卡乃吉
- 韩雪 饰演 琳琳
- 谭耀文 饰演 孟少云
- 刘晓虎 饰演 泰哥
- 居文沛 饰演 于娜
- 郭金 饰演 吟春
- 范雷 饰演 周子儒